# Massengräber in Hrastnik
Auf dem Gebiet der Gemeinde Hrastnik in Slowenien wurden bisher (Stand 1/2024) insgesamt neun Massengräber aus der Zeit um den Zweiten Weltkrieg gefunden.

## Hrastnik
In der Stadt Hrastnik fand man ein Massengrab aus der Zeit des Zweiten Weltkriegs. 
- Das Massengrab der Senica-Schlucht (slowenisch: Grobišče Senicatov graben) befindet sich unterhalb eines Obstgartens beim Haus Pot na Kal Nr. 2. Es enthält eine unbestimmte Anzahl von Opfern[1]

## Dol pri Hrastniku
In Dol pri Hrastniku befinden sich zwei Massengräber aus der Zeit um den Zweiten Weltkriegs. 
- Das Massengrab von Alt-Hrastnik (Grobišče Stari Hrastnik), auch Grobišče Tierberg und Grobišče Brnica genannt, erstreckt sich vermutlich über die gesamte Hochebene nordwestlich der Siedlung. Es enthält die Überreste von im Mai 1945 ermordeten Serben und von im Juni 1945 ermordeten slowenischen Zivilisten und Soldaten der Heimwehr. Ihre Leichen wurden in Schächten und Gruben in der verlassenen Mine auf dem Plateau abgelegt.[2]

- Das Massengrab auf dem Friedhof (Grobišče na pokopališču) befindet sich im oberen Teil des örtlichen Friedhofs, etwa 50 m von der Nordmauer in der Nähe der Straße und 50 m von der Ostmauer entfernt. Ein Weg durch den Friedhof führt über die Grabstelle. Es enthält die Überreste von 17 deutschen Soldaten, die am 23. Dezember 1944 in Boben bei einem Hinterhalt getötet wurden.[3]

## Kal
In Kal wurde ein Massengrab aus der Zeit um den Zweiten Weltkrieg gefunden. 
- Das Massengrab im Paradiestal (Grobišče Rajska dolina) befindet sich unter einer Blockhütte am Anfang des Skilifts. Es enthält die Überreste von 40 slowenischen Familien aus Unterkrain, die ins Tal transportiert und ermordet wurden.[4]

## Marno
In Marno befinden sich zwei Massengräber aus der Zeit um den Zweiten Weltkrieg. 
- Das Massengrab von Marno (Grobišče Marno) liegt südlich der Siedlung, am Waldrand, etwa 150 Meter von einem Kapellenschrein entfernt. Es wird angenommen, dass das Grab den gesamten Waldrand umfasst – von der Straße zwischen Marno und Turje im Osten bis zum Talgrund mit dem Bach im Westen. Das Grab enthält die Überreste von mehreren hundert Menschen (Soldaten der Heimgarde und Zivilisten), die aus dem Lager Teharje transportiert und Anfang Juni 1945 ermordet wurden.[5]

- Das Massengrab von Krištandol (Grobišče Krištandol) liegt nordwestlich der Siedlung, auf einem grasbewachsenen Hang unterhalb des Hauses Krištandol Nr. 15 - 9 Meter von einem großen Baum und 32 Meter vom Waldrand entfernt. Es enthält eine unbekannte Anzahl von Opfern.[6]

## Podkraj
In Podkraj wurden drei Massengräber aus der Zeit unmittelbar nach dem Zweiten Weltkrieg gefunden. 
- Das Massengrab am Schifferverein (Grobišče pri Brodarskem društvu) liegt am rechten Ufer der Save, etwa 100 Meter östlich der Brücke in der Nähe des Hrastnik Boating Club. Es enthält die Überreste einer unbekannten Anzahl deutscher Soldaten, die hier im Mai 1945 ermordet wurden.[7]

- Das Massengrab an der Save-Brücke (Grobišče pri mostu čez Savo) liegt am rechten Ufer der Save, etwa 100 Meter westlich der Brücke, an der Stelle eines Holzschuppens. Es enthält die Überreste einer unbekannten Anzahl deutscher Soldaten, die hier im Mai 1945 ermordet wurden.[8]

- Das Massengrab an der Tankstelle (Grobišče pri bencinskem servisu) befindet sich in der Nähe der Tankstelle westlich von Podkraj am rechten Ufer der Save. Es enthält die Überreste ziviler Flüchtlinge, die am Ende des Krieges nach Österreich flohen, aber von der jugoslawischen Armee bei Hrastnik abgefangen und ermordet wurden.[9]